# Badenella gavisa
Badenella gavisa là một loài bọ cánh cứng trong họ Cerambycidae.